# Corps Agronomia Hallensis zu Göttingen
Das Corps Agronomia Hallensis zu Göttingen ist ein Corps (Studentenverbindung) im Weinheimer Senioren-Convent (WSC).
Das Corps ist pflichtschlagend und farbentragend. Es soll seine Mitglieder, die an der Georg-August-Universität und anderen Hochschulen in Göttingen studieren oder studiert haben, in Freundschaft auf Lebenszeit vereinen.

## Couleur
Die Mitglieder des Corps Agronomia Hallensis tragen die Farben „weiß-schwarz-weiß“ mit silberner Perkussion. Dazu wird eine weiße Mütze und von den aktiven Corpsmitgliedern zusätzlich eine schwarze Kneipjacke getragen. Die Füchse tragen das „schwarz-weiße“ Fuchsenband. Der älteste Fuchs trägt das weiß-schwarze Fuchsentönnchen.
Der Wahlspruch des Corps lautet „Für Ehr’ und Ar!“

## Geschichte
Das Corps Agronomia Hallensis wurde von Professor Julius Kühn als „Landwirtschaftliches Conversatorium“ im Wintersemester 1862/63 an der Friedrichs-Universität Halle gestiftet. Den Studenten wollte er Gelegenheit geben, sich in der freien Rede und der öffentlichen Besprechung wissenschaftlicher und fachlicher Gegenstände zu üben.
Als Stiftungstag gilt der 11. Februar 1863. In jenem Semester bildeten die Studierenden einen „Landwirtschaftlichen Verein“ mit dem Bestreben, miteinander über die Studienzeit hinaus in Verbindung zu bleiben.
Aus dieser noch losen Vereinigung entwickelte sich der „Akademisch Landwirtschaftliche Verein (ALV)“, dessen Statuten am 25. Februar 1868 vom Senat der Martin-Luther-Universität Halle genehmigt wurden.
Infolge der Teilnahme vieler Studenten am Deutsch-Französischen Krieg 1870/71 kam es zu einer kurzen Unterbrechung des Vereinslebens. Danach gab es eine Blütezeit mit zum Teil 150 bis 175 Landwirtschaftsstudierenden im Semester. Die stets im Februar durchgeführten Stiftungsfeste des landwirtschaftlichen Institutes der Universität waren gleichzeitig die Stiftungsfeste des Vereins; sie wurden alle fünf Jahre mit besonderer Feierlichkeit begangen. Schon bald muss das heute noch verwendete Wappen eingeführt worden sein.

### Haus in Halle

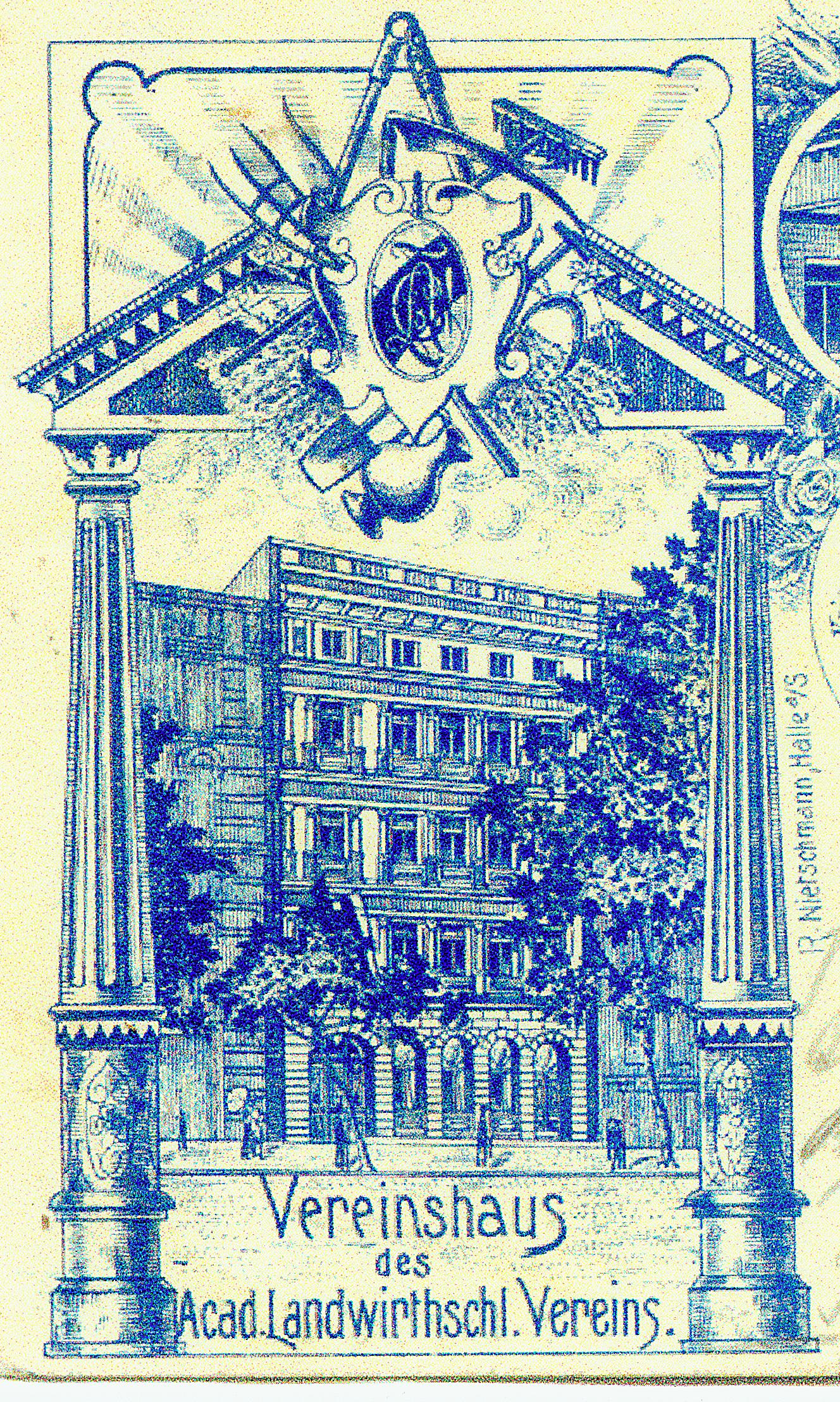
Haus der ALV in Halle

Zum 25-jährigen Bestehen 1888 wurde beschlossen, ein eigenes Haus zu bauen oder zu kaufen, um einen engeren Zusammenhalt der Mitglieder untereinander pflegen zu können. Am 1. April 1898 wurde von der mittlerweile gegründeten Vereinshaus Genossenschaft ein 1000 m² großes Grundstück mit einem 1878 erbauten Haus gekauft. Die Einweihung des Hauses nach umfangreichen Umbauarbeiten fand am 23. Oktober 1898 zum 73. Geburtstag von Julius Kühn statt.
In diesen Jahren vollzog sich die Umgestaltung des Vereins zu einer Verbindung.
Während des Ersten Weltkriegs gab es keinen Aktivenbetrieb bei der Agronomia, da kaum neue Landwirtschaftsstudenten nach Halle kamen. Für Urlauber und Verwundete war das Haus in der Wilhelmstraße 20 ein bedeutsamer Treffpunkt. 434 Hallenser Agronomen nahmen am Ersten Weltkrieg teil, von denen 67 nicht zurückkehrten.
Nach Kriegsende normalisierte sich der Studienbetrieb an der Universität, so dass auch die Agronomia wieder aufblühte. Im Sommersemester 1919 kamen mehr als 30 neue Mitglieder zur Agronomia. Im Oktober 1919 wurde die Umwandlung vom Verein zur Akademisch-Landwirtschaftlichen Verbindung Agronomia Halle vollzogen. Vom Stiftungsfest 1920 an trug man das weiß-schwarz-weiße Band und die weiße Mütze als Kneipcouleur. In den turbulenten Jahren 1920/21 und in der Inflationszeit bewährten sich Freundschaften und Treue der Agronomen. Aus den Zeitverhältnissen heraus ergab sich dann das Verlangen, das Corpsprinzip anzunehmen.

### Corps
Am 23. Oktober 1925 zum 100. Geburtstag von Julius Kühn wurde die Verbindung zum Corps Agronomia Halle umgewandelt. Zu diesem Zeitpunkt wurde das Corps pflichtschlagend und verlangte von seinen Mitgliedern anfangs drei Mensuren, was aber schnell auf fünf und später auf sechs Mensuren erhöht wurde. Aufgrund der Paukverhältnisse fanden die Mensurtage in Halle und Leipzig so wie auf Dörfern in der Gegend von Jena statt.
Aus dem seit 1882 bestehenden „Verband Akademisch-Landwirtschaftlicher Vereine an deutschen Hochschulen“ war 1922 der „Naumburger Deputierten-Convent“ (NDC) und 1928 „Naumburger Senioren-Convent“ (NSC) geworden. Die Burg Schönburg war Verbandsburg. Agronomia Halle gehörte von Anbeginn zu diesen Zusammenschlüssen, nahm dann aber Verbindung mit dem „Weinheimer Senioren-Convent“ auf und wurde von diesem im Mai 1934 aufgenommen.
Mit der Machtübernahme durch Adolf Hitler 1933 kam es unter dem Nationalsozialismus zu grundlegend geänderten Verhältnissen, die entsprechende Auswirkungen auf die studentischen Verbindungen und die Agronomia hatten. Die Gestaltung des Studententums sollte ausschließlich in der Hand des Nationalsozialistischen Deutschen Studentenbundes (NSDStB) liegen. Im Zuge der daraus folgenden Entwicklung suspendierten die Korporationen und Verbände im Jahr 1935.
Im Dezember 1938 eröffnete auf dem Agronomenhaus die 3. Kameradschaft der Universität Halle. Gleichzeitig wurde eine Altherrenschaft der Kameradschaft gegründet, der viele Alte Herren der Agronomia beitraten und die später den Namen Kameradschaft „von Mackensen“ annahm. Die Altherrenschaft und die Agronomenhaus-Genossenschaft blieben aber weiterhin bestehen.
Mit der Besatzung Halles durch amerikanische Truppen Mitte April 1945 (später Russische Truppen), der Kapitulation der deutschen Wehrmacht im Mai 1945, sowie dem Zusammenbruch des deutschen Reiches und der Spaltung in Besatzungszonen, schien auch das Ende der Agronomia Halle gekommen zu sein.

### Göttingen

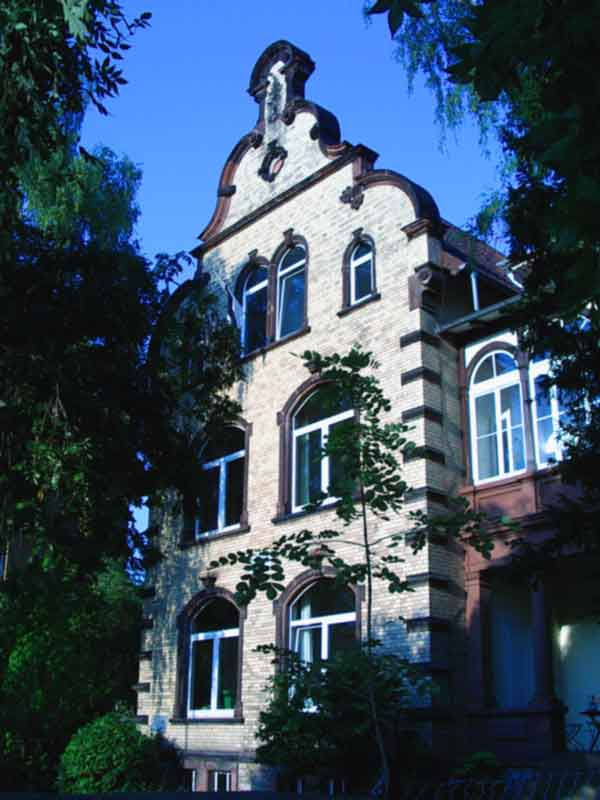
Agronomenhaus in Göttingen

Nachdem im Osten Deutschlands das Verbindungswesen nahezu ausstarb, trafen sich die Hallenser Agronomen auch weiterhin zum Stiftungstag, allerdings in Hannover. 1947 nahmen bereits 41 Alte Herren an dem jährlich wiederkehrendem Fest teil. In den Folgejahren wurde beschlossen, Möglichkeiten zu erkunden, eventuell wieder einen aktiven Bund an einem Hochschulort zu errichten, um mit der akademischen Jugend echte Tradition zu pflegen.
Im Wintersemester 1948/49 schlossen sich an der Georg-August-Universität Göttingen mehrere Landwirtschaftsstudenten zu einer „Naturwissenschaftlich-Landwirtschaftlichen Vereinigung Demetria“ zusammen, die im April 1949 vom englischen Universitäts-Kontrolloffizier zugelassen wurde. Sehr bald kam Kontakt zustande zu den Altherrenschaften des Corps Agronomia Halle und der Göttinger Turnerschaft Mündenia. Diese beiden Altherrenschaften übernahmen gemeinsam die Patenschaft der jungen Vereinigung und unterstützten sie nach besten Kräften mit Rat und Tat.
Im Wintersemester 1950/51 kam es zu einer Spaltung der Aktiven der Demetria. Ein Teil entschied sich für den Beitritt zur Agronomia Halle und der Andere zur Mündenia. Am 9. Januar 1951 konstituierte sich auf einem Convent im Beisein zahlreicher Alter Herren der Agronomia Halle das aktive Corps Agronomia Hallensis zu Göttingen.
Nach langwierigen und intensiven Gesprächen und Verhandlungen schlossen sich am 10. November 1951 die Altherrenschaften der Corps Agraria Berlin und Agronomia Breslau mit dem Corps Agronomia Hallensis zu Göttingen zusammen. Die Altherrenschaft des Corps Agraria Jena trat zunächst ebenfalls bei, jedoch verblieben nur einige Alte Herren in der Agronomia.
Am 23. Mai 1952 rekonstituierte sich der Weinheimer Senioren Convent unter Mithilfe einiger Alter Herren der Agronomia. Im Oktober 1957 wurde das Haus im Friedländer Weg 47 in Göttingen gekauft. Im Sommersemester 1958 fand die Einweihung als Corpsheim statt.
Agronomia unterhält seit 2008 ein Vorstellungsverhältnis mit dem Corps Alemannia München. Dieses wurde 2011 in ein Freundschaftsverhältnis umgewandelt. Des Weiteren pflegt Agronomia ein Freundschaftsverhältnis mit dem Corps Alemannia Kiel.
Im Göttinger Senioren-Convent hat Agronomia Sitz und Stimmrecht, bis auf Anträge, welche den KSCV betreffen.

## Agronomen
- Julius Kühn (1825–1910), Begründer und Gestalter des Universitätsstudiums der Agrarwissenschaften in Deutschland.
- August von Mackensen (1849–1945), Generalfeldmarschall, Offizier in der preußischen Armee im Deutsch-Französischen Krieg, Armeeführer in Osteuropa im Ersten Weltkrieg, Militärgouverneur von Rumänien, Generaladjutant von Kaiser Wilhelm II.
- Friedrich Holdefleiß (1846–1919), Agrarwissenschaftler Universität Breslau
- Wilhelm Kirchner (1848–1921) Agrarwissenschaftler Universität Leipzig
- Ferdinand von Lochow (1849–1924) Agrarwissenschaftler, Pionier der pflanzlichen Zuchtarbeit (Petkuser Roggen), Vorkämpfer der Dünnsaat, Förderer systematischer Leistungsprüfungen in der Viehzucht.
- Adolf Ritter von Liebenberg (1851–1922), Agrarwissenschaftler Universität Wien
- Hermann Paasche (1851–1925), Volkswirt Professor TH Aachen und Universität Marburg
- Hugo Bode (1851–1937), Agrarwissenschaftler Universität Halle
- Rudolf Disselhorst (1854–1930), Arzt und Tierarzt Professor Universität Halle
- Ferdinand Wohltmann (1857–1919), Agrarwissenschaftler an den Universitäten in Bonn und Halle
- Kurt von Rümker (1859–1940), Agrarwissenschaftler an den Universitäten Göttingen, Breslau und Berlin
- Georg Rörig (1864–1941), Agrarwissenschaftler Universität Königsberg
- Simon von Nathusius (1865–1913), Agrarwissenschaftler Universität Halle
- Friedrich Falke (1871–1948), Agrarwissenschaftler an den Universitäten Leipzig und Ankara
- Kurt Opitz (1877–1958), Agrarwissenschaftler Berlin
- Heinz Henseler (1885–1968), Agrarwissenschaftler TU München
- Werner Schulze (1890–1993) Agrarwissenschaftler, Mitbegründer der Bundesforschungsanstalt für Landwirtschaft in Braunschweig-Völkenrode
- Emil Woermann (1899–1980), Agrarökonom